# Uragus
Uragus is een voormalig geslacht van zangvogels uit de vinkachtigen (Fringillidae).

## Soorten
Het geslacht kende de volgende soort:
- Uragus sibiricus